# Nicolás Francés

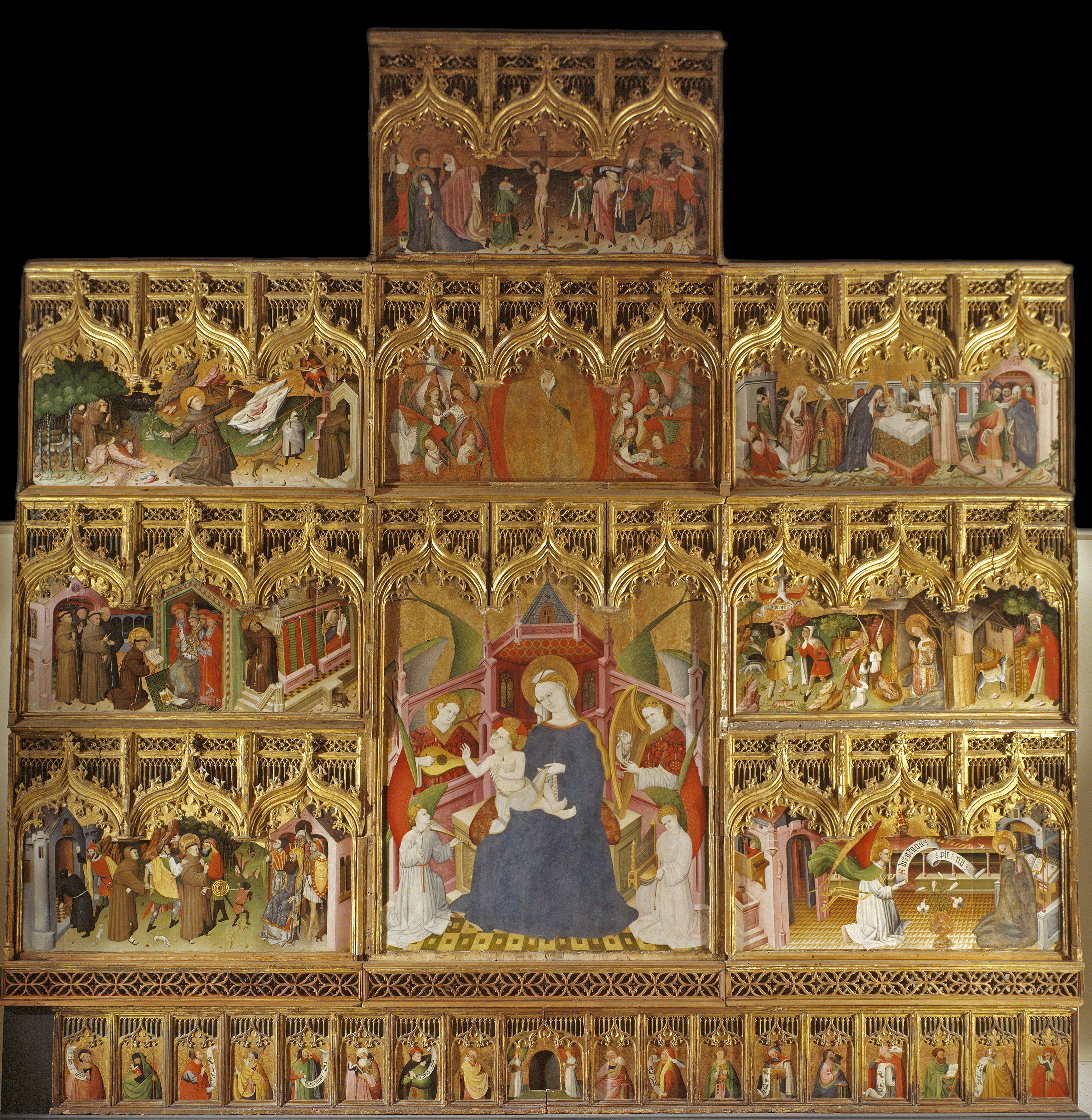
Retablo de la vida de la Virgen y de san Francisco, hacia 1445-1460, temple y óleo sobre tabla, Madrid, Museo del Prado.

Nicolás Francés (fl 1434-1468) fue un pintor y miniaturista de estilo gótico internacional activo en León donde trabajó de forma continuada al servicio de su cabildo catedralicio. 

## Biografía y obra
De origen borgoñón, se documenta en León desde antes de 1434 y hasta mayo de 1468, fecha de su muerte. En la crónica del paso honroso que sobre el puente del río Órbigo sostuvo el caballero Suero de Quiñones se encuentra la primera noticia que nos ha llegado del «Maestre Nicolao Francés», a quien la crónica llama pintor del retablo «rico» de la iglesia de Santa María de la Regla, catedral de León, el cual estaría concluido ya en las fechas del desafío, quince días antes y quince después del 25 de julio de 1434. Un año después consta que tenía fijada su residencia junto con su esposa Juana Martínez en la calle de los Cardiles, en una casa propiedad del cabildo, en la que según la visita que se le hizo en 1461 el pintor había ejecutado importantes obras de ampliación. Tenía cocina con bodega, corral, pozo, establo y pajar, quizá por tener propiedades agrícolas, aunque el portal, que tenía obligación de reparar una convecina, se encontraba en estado de ruina.
Del viejo retablo de la catedral leonesa, formado por más de un centenar de tablas, desmantelado tras ser sustituido en 1740 por otro retablo barroco, tan solo subsisten cinco de las dieciocho escenas principales, embutidas en el actual retablo neomudéjar, y una veintena de las tablas menores que ocupaban las entrecalles, reutilizadas en la silla episcopal del mismo presbiterio. Los motivos representados, con fuerte carga anecdótica característica del pintor y contenidos simbólicos, corresponden a escenas de las vidas de San Froilán, obispo de León, y de la Virgen María, con la invención del cuerpo de Santiago en el ático. También característicos son los vivos colores que animan las tablas, tratándose según Sánchez Cantón del primer pintor en manejar la técnica de pintura al óleo en Castilla, tras el paso por ella de Jan van Eyck, aunque en rigor se trata de una pintura al temple con veladuras al óleo.
De forma continuada trabajó al servicio del cabildo como consta por un documento de 1445, donde se decía de él que se había hecho muy necesario para la obra catedralicia. En 1452 el cabildo catedralicio le encomendó la pintura a los pies del templo de un mural del Juicio Final, destruido a comienzos del siglo XIX a causa de los desnudos que contenía. En su preparación viajó a Salamanca para estudiar el fresco del Juicio pintado pocos años antes por Nicolás Florentino en la Catedral Vieja. En 1459 comenzó la decoración del claustro, contratada diez años antes, para la que realizó un ciclo de treinta y una pinturas murales con asuntos evangélicos, de las que han llegado veintinueve en deficiente estado de conservación. Los libros de Fábrica y de Rentas de la catedral documentan otros muchas encargos de naturaleza diversa, desde proporcionar los cartones para la realización de las vidrieras de la capilla de San Fabián y San Sebastián (actualmente de Santa Teresa), donde también le corresponden las pinturas murales datadas en 1459, al dorado de los órganos, la limpieza de una talla de la Virgen o la pintura de un pendón. En la misma catedral se le atribuyen también las pinturas del trasaltar con algunas otras pinturas murales de las capillas absidales y las trazas de las vidrieras de la puerta de la Virgen del Dado.
Las documentadas pinturas del retablo catedralicio, junto con un dibujo de la Natividad, presuntamente firmado con una «N», en un cantoral de la colegiata de San Isidoro, han permitido definir su estilo pictórico, en el que se combina la claridad italiana y el detallismo flamenco, y atribuirle algunas otras obras, entre las que destaca el Retablo de la vida de la Virgen y de san Francisco (Museo del Prado), procedente de la capilla de la granja de Esteva de las Delicias en las proximidades de La Bañeza. Adquirido por el Estado entre 1930 y 1932, el retablo, pintado quizá para un desconocido convento franciscano, está formado por nueve tablas grandes distribuidas en tres calles y tres cuerpos, con la Virgen y el Niño entronizada entre ángeles en la tabla central, escenas de la vida de san Francisco de Asís a la izquierda y de la Virgen a la derecha, el Calvario en el ático y dieciséis pequeñas tablas en el banco con apóstoles y profetas entremezclados en un «doble evangelio».
Se considera obra suya un Retablo de san Jerónimo propiedad de la National Gallery de Dublín y las tablas de un posible retablo dedicado a San Miguel que guarda el Museo Nacional de Estocolmo. Se le atribuyó además, como «obra primeriza», el retablo de la capilla del contador López de Saldaña en el Monasterio de Santa Clara de Tordesillas, incluyendo la labor de talla de fuerte sabor nórdico y probablemente obra importada.